# Neodesha
Neodesha és una població dels Estats Units a l'estat de Kansas. Segons el cens del 2000 tenia 2.848 habitants.

## Demografia
Segons el cens del 2000, Neodesha tenia 2.848 habitants, 1.142 habitatges, i 714 famílies. La densitat de població era de 990,6 habitants/km².
Dels 1.142 habitatges en un 33,1% hi vivien nens de menys de 18 anys, en un 48,6% hi vivien parelles casades, en un 10,6% dones solteres, i en un 37,4% no eren unitats familiars. En el 33,1% dels habitatges hi vivien persones soles el 16,9% de les quals corresponia a persones de 65 anys o més que vivien soles. El nombre mitjà de persones vivint en cada habitatge era de 2,39 i el nombre mitjà de persones que vivien en cada família era de 3,07.
Per edats la població es repartia de la següent manera: un 27,6% tenia menys de 18 anys, un 8,1% entre 18 i 24, un 25,7% entre 25 i 44, un 18,9% de 45 a 60 i un 19,8% 65 anys o més.
L'edat mediana era de 37 anys. Per cada 100 dones de 18 o més anys hi havia 81,3 homes.
La renda mediana per habitatge era de 26.042 $ i la renda mediana per família de 34.537 $. Els homes tenien una renda mediana de 25.330 $ mentre que les dones 17.191 $. La renda per capita de la població era de 13.406 $. Entorn del 9,7% de les famílies i el 14,7% de la població estaven per davall del llindar de pobresa.

## Poblacions més properes
El següent diagrama mostra les poblacions més properes.